# Tannerre-en-Puisaye
Tannerre-en-Puisaye település Franciaországban, Yonne megyében. Lakosainak száma 271 fő (2022. január 1.). Tannerre-en-Puisaye Champignelles, Dracy, Mézilles, Saint-Fargeau, Villeneuve-les-Genêts és Villiers-Saint-Benoît községekkel határos.

## Népesség
A település népessége az elmúlt években az alábbi módon változott:
| Lakosok száma | 294  | 285  | 292  | 283  | 280  | 277  | 274  | 271  | 271  |
|               | 2013 | 2015 | 2016 | 2017 | 2018 | 2019 | 2020 | 2021 | 2022 |